# Brand Hogefeld

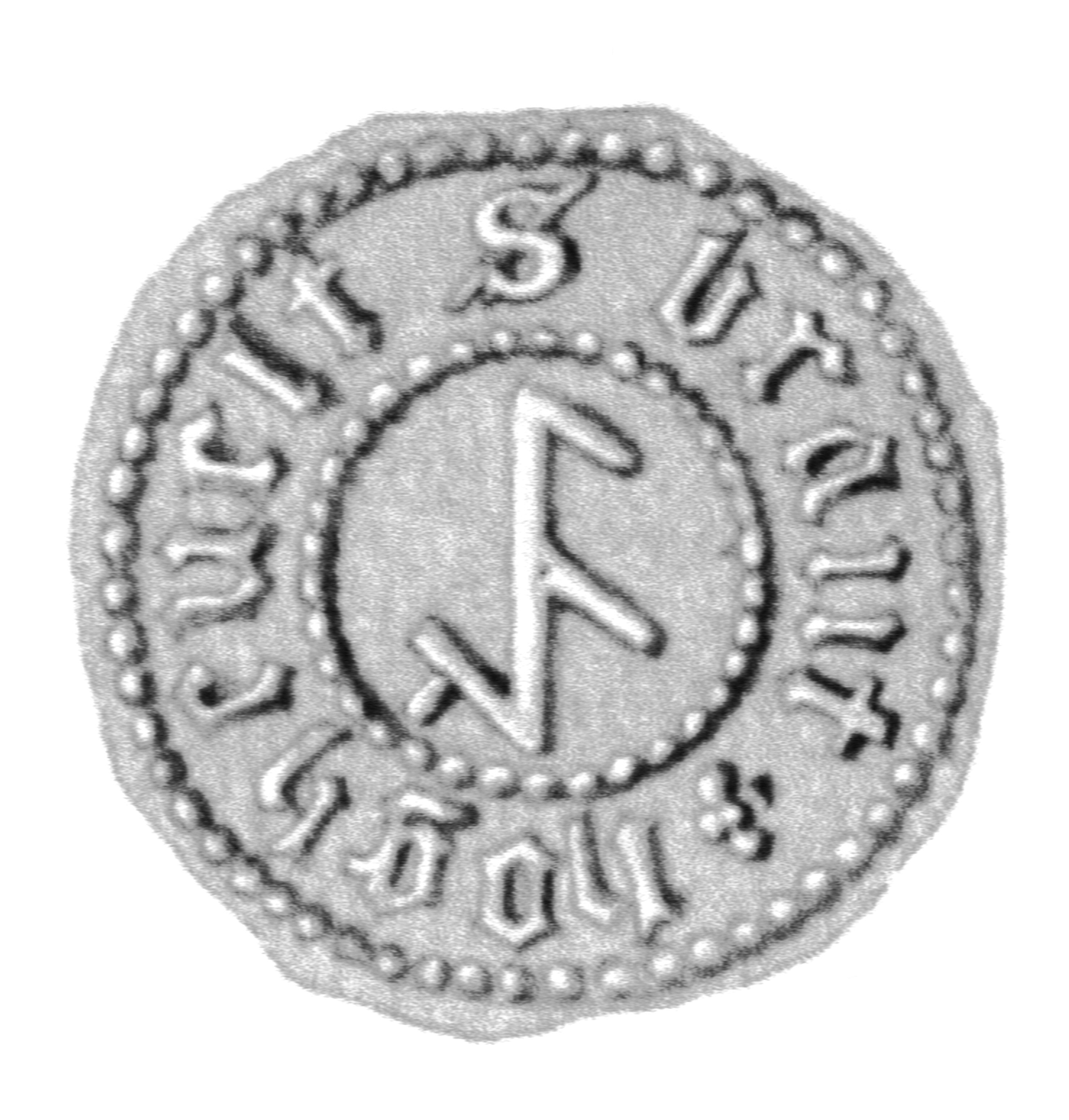
Siegel des Brand Hogefeld mit Hausmarke statt Wappen

Brand Hogefeld (* in Wismar; † 1496 in Lübeck) war ein deutscher Kaufmann und Ratsherr der Hansestadt Lübeck.

## Leben
Brand Hogefeld war Ältermann der Bergenfahrer in Lübeck. Er vertrat die Bergenfahrer 1478 (gemeinsam mit dem Sekretär des Hansekontors in Bergen Theodericus Brandes) bei König Christian I. von Dänemark in Kopenhagen und 1479 auf dem Tag der Wendischen Städte in Lübeck. Er wurde 1479 in den Lübecker Rat erwählt. Er wurde vom Lübecker Rat nach Bryggen in Bergen gesandt. 1484 verhandelte er erneut in Kopenhagen wegen der Privilegien der Hanse in Dänemark und in Norwegen. Beim Hansetag 1487 in Lübeck erhielt er den Auftrag zwischen den Abgesandten der Hansestädte Deventer und Kampen einen Vergleich zu finden. Er vermittelte auch zwischen den Bergenfahrern und dem Hansekontor in Brügge. Hogefeld wohnte in Lübeck in der Beckergrube 12.